# Goa gubbar
Goa Gubbar är en inofficiell supporterklubb till ishockeylaget Frölunda HC. Goa Gubbar har som stående motto: "Aldrig hata, bara älska". Begreppet "goa gubbar" används över hela Sverige för att känneteckna den klassiske göteborgaren. Mer lokalt förekommer begreppet också i göteborgska sammanslutningar av diverse slag, och en specifik sådan redovisas ovan. Goa Gubbar har sin sektion på sektion B i Scandinavium.